# باربارا ادن

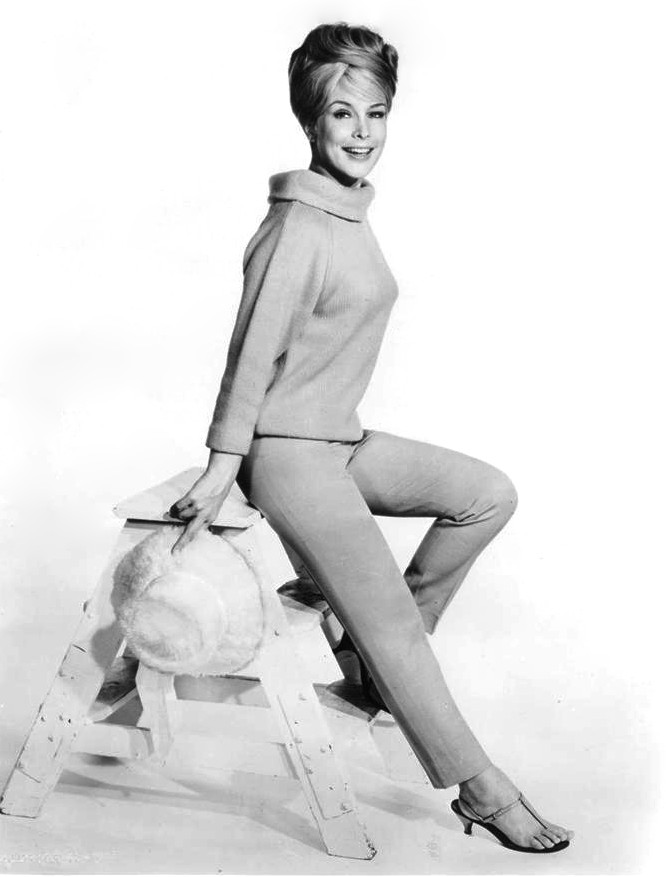

باربارا ادن (به انگلیسی: Barbara Eden) هنرپیشهٔ اهل آمریکا است که نخستین بار در فیلم بازگشت از ابدیت (۱۹۵۶) به ایفای نقش پرداخت. یکی از کارهای موفق او، خواب جینی را می‌بینم است.

## گزیده فیلمشناسی
از فیلم‌ها یا برنامه‌های تلویزیونی که وی در آن نقش داشته‌است می‌توان به آثار زیر اشاره کرد.
- از تراس (۱۹۶۰)
- سفر به قعر دریا (۱۹۶۱)
- پنج هفته در بالن (فیلم) (۱۹۶۲)
- کارولینا (فیلم ۲۰۰۳) (۲۰۰۳)
- خواب جینی را می‌بینم… پانزده سال بعد (۱۹۸۵)
- عاشقتم لوسی (مجموعه تلویزیونی) (۱۹۵۷)
- دود اسلحه (۱۹۵۷)
- اندی گریفیت شو (۱۹۶۲)
- دکتر کیلدر (۱۹۶۳)
- ویرجینیایی (۱۹۶۴)
- خواب جینی را می‌بینم (۱۹۶۵–۷۰)
- دالاس (مجموعه تلویزیونی ۱۹۷۸) (۱۹۹۰–۹۱)